# Maurice Acker
Maurice Acker, né le 25 juin 1987, à Hazel Crest, en Illinois, est un joueur américain de basket-ball. Il évolue au poste de meneur.

## Palmarès
- ALl-Star du championnat des Pays-Bas 2012